# Antoine Predock
Antoine Predock, né le 24 juin 1936 à Lebanon (Missouri) et mort le 2 mars 2024 à Albuquerque (Nouveau-Mexique), est un architecte américain. Il conçoit des bâtiments pour la région du sud-ouest des États-Unis et s'inspire des théories de l'architecture de site.

## Biographie
Antoine Predock fait ses études à l'université du Nouveau-Mexique et à Columbia.

## Réalisations

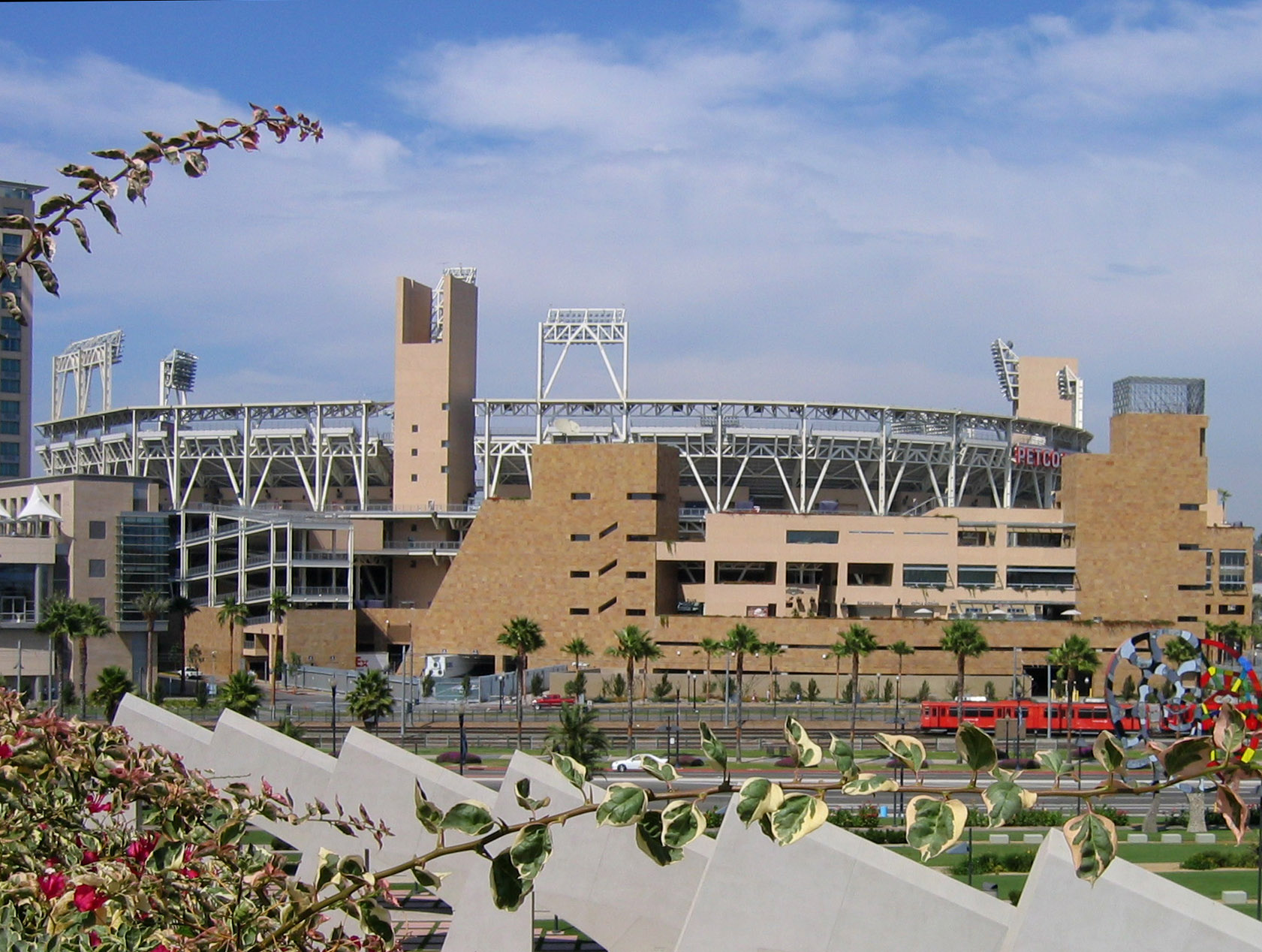
Petco Park de San Diego.

- Nelson Fine Arts Center sur le campus de l'université d'Arizona, Tempe (Arizona), 1989
- Las Vegas Central Library and Discovery Museum, 1990
- Disney's Hotel Santa Fe, Disneyland Paris, 1992
- CLA Building, université d'État polytechnique de Californie à Pomona, 1993
- Science Center à Phoenix, Arizona, 1997
- Petco Park de San Diego, 2004
- Conservatoire de l'Université de Californie à Santa Cruz.
- Musée canadien des droits de la personne, 2014